# John Haldane
John Scott Haldane (2. května 1860, Edinburgh – 14./15. března 1936, Oxford) byl britský lékař, fyziolog, biochemik a filozof. Vyvinul několik metod ke studiu dýchání, analýzy krevních plynů a spotřeby plynů v těle.
Byl známý svými experimenty s jedovatými plyny, jejichž účinky zkoušel i na vlastním těle. Navštěvoval místa důlních katastrof a zkoumal jejich příčiny. Došel tak k mnoha důležitým objevům o povaze a působení plynů na lidské tělo.
Během první světové války hledal způsoby, jak chránit britské vojáky před jedovatým plynem používaným Němci. Výsledkem byl jeho vynález respirátoru, známého jako Black Veil (Černý závoj).
Jeho výzkumy dekompresní nemoci vedly k objevu postupné dekomprese. Haldane vypracoval první spolehlivé dekompresní tabulky a jeho matematický model se v různých modifikacích používá do dnes.
Zabýval se také filozofií a publikoval své filozofické myšlenky o významu biologie. Je považován za jednoho ze zakladatelů metodologického holismu.

## Vzdělání a rodina

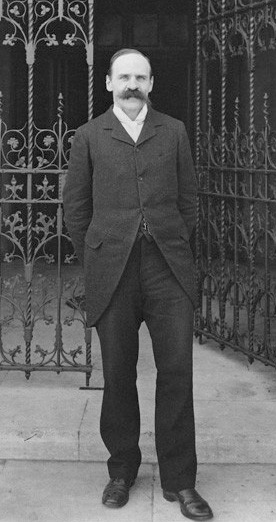
John Scott Haldane (1902)

John Scott Haldane se narodil v roce 1860 Robertu Haldaneovi a Mary Elizabeth Burdon-Sandersonové ve skotském Edinburghu. Měl tři sourozence - Elizabeth Haldaneová, William Haldane a Richard Haldane. Jeho strýc z matčiny strany byl fyziolog John Scott Burdon-Sanderson.
Postupně navštěvoval Edinburskou akademii, Edinburskou univerzitu a Univerzitu Friedricha Schillera v Jeně. V roce 1884 promoval na lékařské fakultě Edinburské univerzity, poté byl demonstrátorem na University College v Dundee.
V roce 1891 se Haldane oženil s Louisou Kathleen Coutts Trotterovou (1863–1961). Měli spolu dvě děti - spisovatelku Naomi Mitchisonovou a slavného genetika a evolučního biologa J. B. S. Haldanea. Traduje se, že i na něm prováděl Haldane své pokusy. Také on později prováděl sám na sobě pokusy s dusivými bojovými plyny a byl propagátorem jejich využití. Považoval je totiž za humánnější, než výbušné či palné konvenční zbraně.
Haldane zemřel v Oxfordu o půlnoci ze 14. března na 15. března 1936 na zápal plic po návratu z cesty do Persie, kam jel vyšetřit případy úpalu v ropných rafinériích.

## Kariéra
- V letech 1907 až 1913 byl profesorem fyziologie na Oxfordské univerzitě, kde byl profesorem fyziologie také jeho strýc John Burdon-Sanderson.
- Byl Giffordovým přednášejícím na Univerzitě v Glasgow.
- Byl členem New College v Oxfordu a čestným profesorem Univerzity v Birminghamu.
- Byl prezidentem Anglického institutu důlních inženýrů, členem Order of the Companions of Honour, členem Royal Society, členem Royal College of Physicians a Royal Society of Medicine.
- Byl zakladatelem časopisu The Journal of Hygiene.
- Haldane obdržel řadu čestných titulů. V roce 1897 se stal členem Královské společnosti, v roce 1916 držitelem Královské medaile společnosti, v roce 1928 byl jmenován členem Řádu čestných společníků za práci v oblasti nemocí z povolání a v roce 1934 obdržel Copleyovu medaili.

## Výzkum

### Dýchání
- V roce 1906 dokázal v článku s Johnem Priestleym, že to není nedostatek kyslíku v krvi, ale nadbytek oxidu uhličitého, který spouští dýchací reflex.
- Je po něm pojmenován Haldaneuv jev probíhající v hemoglobinu - závislost transportní kapacity CO2 v krvi na parciálním tlaku O2. Podle něj platí, že kyslík při okysličování krve v plicích vytěsňuje oxid uhličitý z hemoglobinu, což zvyšuje odstraňování tohoto plynu z krve. Proto má okysličená krev sníženou afinitu k oxidu uhličitému.
- Haldane byl mezinárodní autoritou v oblasti dýchání a vynálezcem respirátoru Black Veil. To byla první plynová maska, kterou používali vojáci během první světové války.
- Byl také odborníkem na plicní onemocnění, jako je například silikóza způsobená vdechováním křemičitého prachu. Pro nemocné vyvinul kyslíkovou terapii, včetně kyslíkového stanu.

### Dekomprese
- V roce 1907 nechal vyrobit dekompresní komoru pro svou experimentální práci, která měla učinit podvodní potápění bezpečnějším. Na základě svých experimentů a spolupráce s potápěči ve skotských jezerech sestavil první matematický model dekompresních tabulek. Ty byly založeny na jeho konceptu stupňovité dekomprese. Upravené dekompresní tabulky jsou používány dodnes.
- Pro Britské královské námořnictvo (Royal Navy) zkoumal nemoci potápěčů a v roce 1907 navrhl dekompresní stůl, který se používal až do roku 1950. Pro lepší vztlak potápěčů navrhl na helmách zátěžový pás. Jeho objevy například umožnily Královskému námořnictvu používat potápěče při získávání 35 tun zlata z vraku lodě SS Laurentic, která se potopila v roce 1917 po nájezdu na mimy.
- Haldane dál prováděl dekompresní experimenty, při kterých zkoumal hloubku a tlakovou expozici. Při experimentech používal snadno dostupná zvířata pohodlně ovladatelná v jeho komorách.
- V roce 1908 Haldane publikoval svá zjištění v článku Prevence nemocí ze stlačeného vzduchu v časopise The Journal of Hygiene.

### Důlní plyn

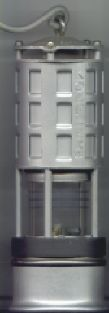
Plamenová bezpečnostní lampa

- Plamenová bezpečnostní lampaHaldane se účastnil vyšetřování důlních neštěstí a zkoumal toxické plyny, které zabíjely horníky po explozích důlního plynu a uhelného prachu. Toxické směsi plynů nalezené v dolech dělil na afterdamp, blackdamp a whitedamp. K detekci požární vlhkosti používal plamenovou bezpečnostní lampu, která na plyny reagovala zvýšením výšky plamene. Své poznatky popsal v publikaci Dýchání. Přestože jsou nyní ve všech uhelných dolech instalovány elektronické detektory, plamenové lampy jsou stále používány pro jednoduchost ovládání.
- Jako smrtelnou složku afterdamp identifikoval oxid uhelnatý. Ten účinně vytěsňuje kyslík a oběť umírá na udušení. Haldane testoval účinek oxidu uhelnatého na svém vlastním těle v uzavřené komoře a popisoval následky své pomalé otravy. Na základě tohoto výzkumu navrhl respirátory pro záchranáře.
- Na konci 19. století Haldane zavedl v dolech k detekci nebezpečných úrovní oxidu uhelnatého používání malých zvířat (myší nebo kanárků). Díky rychlejšímu metabolismu se u nich projevuje otrava dřív, než se hladina plynu stane kritickou pro člověka. Používají se i dnes, neboť elektronické detektory plynů mohou být zaneseny atmosférickými nečistotami a přestávají pak správně fungovat.

### Kanalizační plyn
Kromě práce v důlních prostorách zkoumal Haldane i vzduch v uzavřených prostorách, jako jsou studny a kanalizace. Během tohoto výzkumu dokázal, že příčinou smrti dělníků pracujících v kanalizaci byla otrava plynným sirovodíkem.

### Nízký tlak vzduchu
Haldane byl také průkopníkem studia reakcí těla na nízký tlak vzduchu, jaký se vyskytuje ve vysokých nadmořských výškách. V roce 1911 vedl expedici na Pikes Peak, která zkoumala vliv nízkého atmosférického tlaku na dýchání. Tato hora o nadmořské výšce 4302 m se nachází v předhůří Skalnatých hor v americkém státě Colorado a je i nadále místem výzkumu dýchání při nízkém tlaku vzduchu.

## Publikace
- J. S. Haldane, The Philosophical Basis of Biology: Donnellan Lectures, University of Dublin, 1930, Hodder and Stoughton Limited (1931)
- J. S. Haldane and JG Priestley, Respiration, 2nd Ed, Oxford University Press (1935)
- J. S. Haldane, The Philosophy of a Biologist, 2nd Ed, Oxford University Press (1936)